# زمان‌سنج

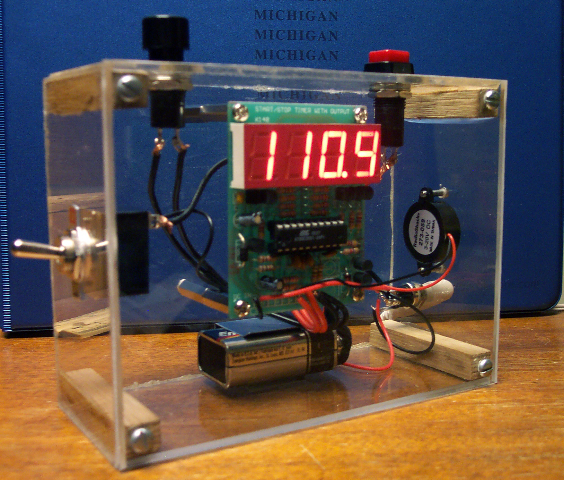
یک تایمر دیجیتال ساده. اجزای داخلی آن شامل مدار چاپی به همراه تراشهٔ کنترل و نمایشگر ال‌ئی‌دی، یک باتری، و یک زنگ اخبار هستند که در شکل دیده می‌شوند.

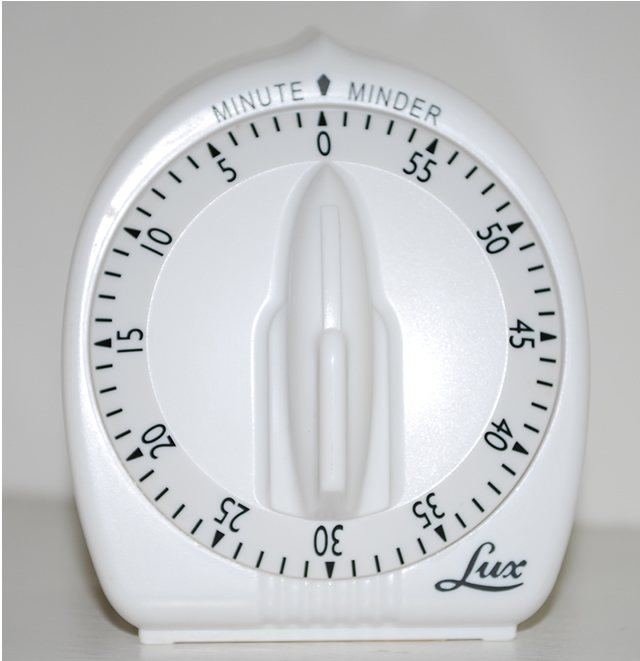
یک زمان‌سنج مکانیکی معمولی

زمان‌سنج یا تایمر یک گونهٔ ویژه از ساعت است که برای اندازه‌گیری بازه‌های زمانی به کار می‌رود.
زمان‌سنج‌هایی که از صفر شروع به اندازه‌گیری زمان می‌کنند معمولاً کرنومتر نامیده می‌شوند اما تایمرها معمولاً یک بازهٔ زمانی مشخص شده را تا صفر می‌شمارد. ساعت شنی یک نمونهٔ ساده از تایمر است. کلیدهای زماندار که دارای سازوکارهای اندازه‌گیری زمانی برای فعال‌سازی یک کلید هستند نیز گاهی تایمر نامیده می‌شوند.
سازوکار به کار رفته در تایمرها ممکن است مکانیکی یا الکترومکانیکی یا کاملاً الکترونیکی (با استفاده از شمارش سیکل‌های یک نوسان‌ساز) باشد. قابلیت زمان‌سنجی ممکن است توسط یک نرم‌افزار فراهم شده باشد که در این صورت برنامهٔ نوشته‌شده برای این کار تایمر نامیده می‌شود.

## رله‌های زمانی
کلیدهای زمانداری که در طراحی مدارهای فرمانی که نیاز به زمان‌سنجی دارند به کار می‌روند رلهٔ زمانی یا تایمر گفته می‌شود. این رله‌ها را بر پایهٔ نوع عملکردشان به انواع مختلفی تقسیم می:کنند.
تایمر با تأخیر در وصل
رلهٔ با تأخیر در وصل پس از مدت معینی از آغاز تحریک‌شدن پایهٔ تریگر، خروجی‌اش فعال می‌شود. اگر پیش از سپری‌شدن زمان تعیین‌شده تحریک قطع شود، تایمر غیرفعال می‌شود.
تایمر با تأخیر در قطع
در این رله‌ها همزمان با تحریک پایهٔ تریگر تایمر فعال می‌شود، پس از قطع شدن تحریک، خروجی پس از زمان تعیین‌شده قطع خواهد گشت.
تایمر با تأخیر در قطع و وصل
در این تایمرها خاموش‌شدن و روشن‌شدن هردو با تأخیر همراه هستند.
تایمر با تأخیر در وصل ماندگار
تایمرهای دارای تأخیر در وصل ماندگار دو پایهٔ تریگر و ریست دارند که با تحریک تریگر و پس از گذشت زمانی تعیین‌شده خروجی تایمر فعال می‌شود و در این حالت باقی می‌ماند. برای غیرفعال‌شدن خروجی باید پایهٔ ریست را فعال کرد.

## واژه‌نامه
1. ↑  On-delay timer
2. ↑  Retentive on-delay timer